# Eutrema sherriffii
Eutrema sherriffii är en korsblommig växtart som beskrevs av Al-shehbaz och S.I. Warwick. Eutrema sherriffii ingår i släktet skidörter, och familjen korsblommiga växter. Inga underarter finns listade i Catalogue of Life.